# Flightradar24
Flightradar24 es una página web y app que muestra información en tiempo real sobre el tráfico aéreo alrededor del mundo. En ella se informa de la posición del avión, altitud, rumbo, velocidad, etc.
Igualmente, también se pueden ver repeticiones de la posición previa de los aviones, el listado de aeropuertos en los que han aterrizado, etc. Para ello, se utiliza un modelo de recopilación de información basado en receptores ADS-B, que pueden realizar un seguimiento de la mayoría de los aviones comerciales. El sitio fue fundado en 2007, por la empresa sueca Svenska Resenätverket AB. Aparte de la web también existe una aplicación oficial en la Play Store de Android y una en la App Store de IOS.

## Funcionamiento

### ADS-B
Para mostrar la posición de un avión en Flightradar24, este debe contar con un transpondedor ADS-B (Automatic Dependant Surveillance-Broadcast, en inglés) el cual funcione con GPS y que transmita una señal que contenga la posición, velocidad y otros datos del vuelo. Estas señales son recibidas por un receptor conectado a tiempo real con Flightradar24.
Los receptores son gestionados por personas voluntarias, la mayor parte de ellos entusiastas de la aviación, los cuales, envían los datos a Flightradar24. Actualmente, casi el 70% de los aviones están equipados con ADS-B; este porcentaje es una media entre Europa (80%) y Estados Unidos (60%). Sin embargo, para aviación general, este porcentaje era, posiblemente, menor al 20%. Cabe destacar que el porcentaje de aeronaves que incluyen este sistema ha aumentando, ya que el ADS-B comenzó a ser obligatorio para todas las aeronaves en 2020 y sustituyó al radar primario usado por el Control del tráfico aéreo.
Actualmente, Flightradar24 posee una red de más de 17.000 receptores ADS-B en el mundo, que se encargan de recibir información de vuelo de las aeronaves que poseen transpondedores ADS-B. Posteriormente, mandan la información a los servidores de Flightradar24. Debido a la alta frecuencia en la que trabajan (1090 MHz), la cobertura desde cada receptor está limitada a 250-450 km en todas direcciones, dependiendo de la posición. Cuanto más lejos se encuentre una aeronave del receptor, más alto tendrá que volar ésta para ser cubierta por el receptor. La limitación de la distancia dificulta la cobertura ADS-B en los océanos.

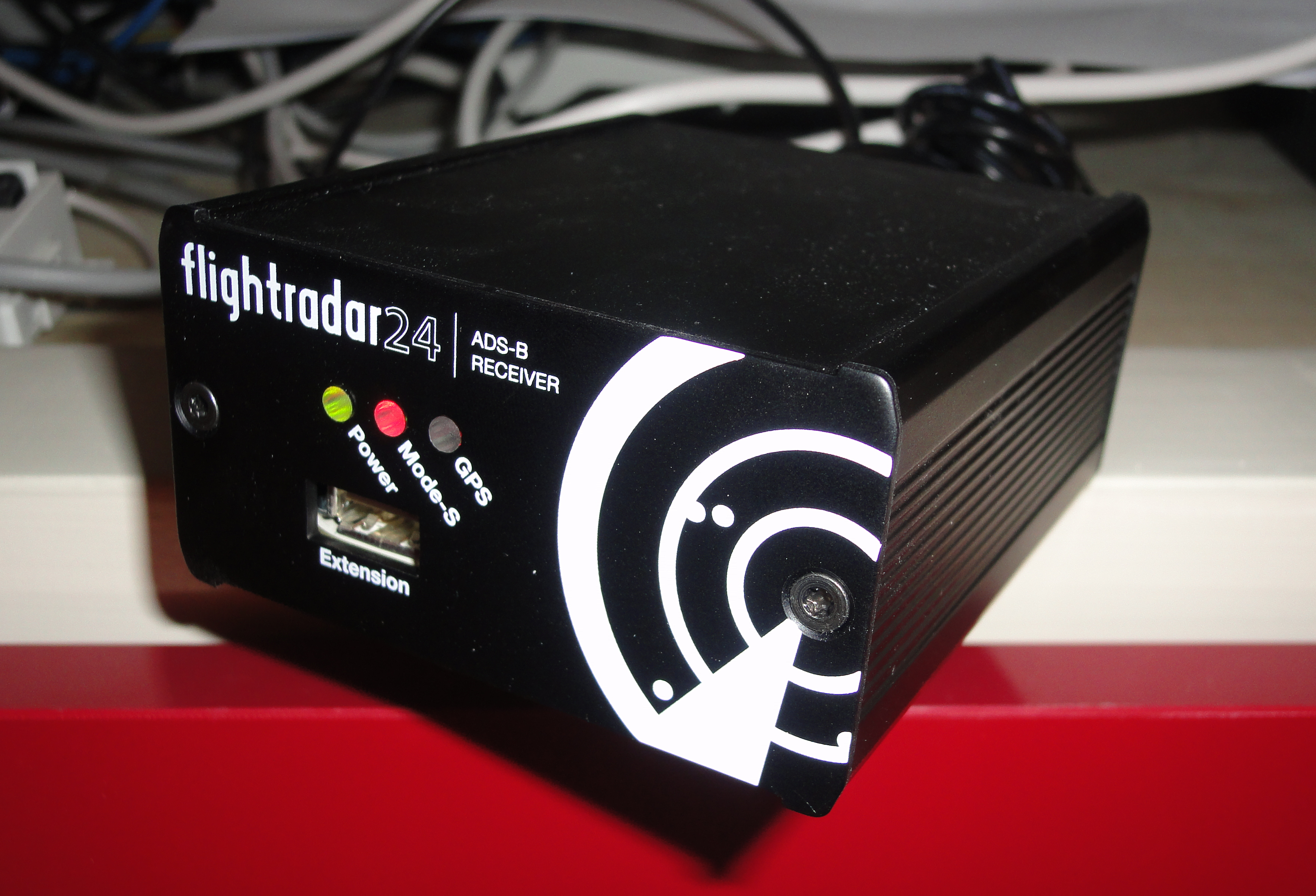
Receptor ADS-B Flightradar24

Para una altitud de crucero (por encima de 30.000 ft, 10.000 m, aproximadamente), Flightradar24 cubre toda Europa y los Estados Unidos. Asimismo, existe también una buena cobertura en Canadá, México, Venezuela, Colombia, Ecuador, Perú, Sudáfrica, Rusia, Pakistán, India, China, Taiwán, Japón, Malasia, Indonesia, Australia y Nueva Zelanda.
Flightradar24 usa dos de los receptores existentes más importantes, el Kinetic Avonics′s SBS-1 y el AirNav-systems's AirNav.
De esta forma, estos son los pasos que siguen las señales antes de ser emitidas por Flightradar24:
1. El avión obtiene su posición mediante GPS.
2. La unidad ADS-B del avión transmite la señal con la información de la posición y datos del vuelo.
3. La señal procedente del avión es transmitida por el equipo ADS-B a los receptores ubicados en tierra.
4. El sistema de FlightRadar24 se nutre de estos receptores para mostrar la información previa al vuelo.

Igualmente, FlightRadar24 también obtiene información de otros sitios, como son la Administración Federal de Aviación Civil de los Estados Unidos. Debido a ello, la representación de estos vuelos se realiza con un retraso de 5 minutos, y se diferencian de las representaciones a tiempo real ya que son de un color naranja.

### MLAT
Sin embargo, en otras regiones también es posible calcular las posiciones gracias a la Multilateración, usando el método de la diferencia de tiempo de llegada (Time Difference of Arrival, TDOA, en inglés). Así, midiendo el tiempo que se tarda en recibir la señal proveniente desde la aeronave con Transpondedor, es posible calcular la posición de dicha aeronave. Para que este método funcione, se necesitan al menos cuatro receptores FR24 que reciban señales de la misma aeronave. La cobertura MLAT solo es posible entre 3.000 y 10.000 ft, incrementándose la probabilidad de que cuatro o más receptores sean capaces de recibir la señal del Transpondedor con la altitud.
La mayor parte de Europa y Norteamérica están cubiertas con MLAT en el rango de altitudes anteriormente mencionado. También existe cobertura MLAT en México, Brasil, Sudáfrica, India, China, Japón, Taiwán, Tailandia, Malasia, Indonesia, Australia y Nueva Zelanda. A medida que se vayan añadiendo receptores a la red, se irán incrementando el número de países que tengan cobertura MLAT.

### Radar Norteamericano
Además de ADS-B y MLAT, Flightradar24 también recibe información adicional en directo de los vuelos en Norteamérica. Esta información se basa en un radar e incluye la mayoría de vuelos planeados y vuelos comerciales de los Estados Unidos y Canadá. además de partes de los océanos Pacífico y Atlántico.

### FLARM
Las siglas provienen del inglés (Flight Alarm). Es una versión más simple (y propietaria) del ADS-B, con un rango menor, que es usado principalmente en aeronaves pequeñas, normalmente, planeadores. El rango del receptor FLARM se encuentra entre 20 y 100 km. Estos receptores están normalmente instalados en pequeños aeropuertos con un alto tráfico aéreo de planeadores, para así rastrear los planeadores en el aeropuerto.

### Estimaciones
Si una aeronave vuela sin cobertura, Flightradar24 es capaz de continuar estimando la posición de ésta durante dos horas si se conoce el destino al que se dirige. Para aviones con destino desconocido, la posición se puede estimar durante diez minutos.
La posición se calcula teniendo en cuenta distintos parámetros y, en la mayoría de los casos, es bastante preciso. Sin embargo, para vuelos largos, la posición puede no ser la adecuada en un rango de hasta 100 km.
En los ajustes de la aplicación, existe una opción para fijar cuánto tiempo se desea continuar estimando la posición de la aeronave en el mapa.

## Aeronaves visibles en Flightradar24

### Con cobertura ADS-B
Cuando se lanzó por primera vez el sistema ADS-B, se usaba principalmente en transporte aéreo comercial de pasajeros con una capacidad mayor a 100 personas. Así, las aeronaves que son visibles en Flightradar24 y tienen un transpondedor ADS-B son:
- Todos los modelos de Airbus: A300, A310, A318, A319, A320, A321, A330, A340, A350, A380
- Antónov An-148 y An-158.
- ATR 72-600
- BAe ATP
- BAe Avro RJ70, RJ85, RJ100
- Boeing 737, 747, 757, 767, 777, 787
- Bombardier CRJ-900 (Actualmente desde 1 de junio de 2020 se conoce ahora el Mitsubishi CRJ-900)
- Bombardier CS100 y CS300
- Embraer E190
- Fokker 70 y 100
- McDonnell Douglas DC-10 y MD-11
- Sukhoi Superjet 100

Algunas aeronaves típicas que, normalmente, no poseen transpondedor ADS-B y no son visibles en Flightradar24 en cobertura ADS-B son:
- Antónov An-124
- ATR 42, 72 (a excepción de los nuevos modelos de ATR 72-600)
- Boeing 707, 717, 727, 737-200, 747-100, 747-200, 747SP
- BAe Jetstream 31 and 32
- Todos los modelos CRJ (Canadair Regional Jet) de Bombardier (excepto la mayoría de los nuevos modelos de CRJ-900) y actualmente se conoce ahora el Mitsubishi CRJ
- Todos los modelos Dash de Bombardier
- Todos los modelos de CASA
- Todos los modelos de Dornier Flugzeugwerke
- Todos los modelos de Embraer (excepto la mayoría de modelos de Embraer E190)
- De Havilland Canada DHC-6 Twin Otter
- Fokker 50
- McDonnell Douglas DC-9, MD-8x, MD-90
- Saab 340 y 2000
- La mayoría de los helicópteros
- La mayoría de las aeronaves antiguas
- La mayoría de aeronaves corporativas
- La mayoría de los aviones militares
- La mayoría de los aviones de hélice
- La mayoría de avionetas

Existen excepciones a las listas anteriores. Por ejemplo, hay algunos modelos de Airbus (como el A300, A310 o A320) o Boeing (como B737, B747, B757, B767) que no poseen un transpondedor ADS-B, lo que provoca que estas aeronaves sean invisibles en zonas donde solo haya cobertura ADS-B.

### Con cobertura MLAT, radar o FLARM
En regiones con cobertura MLAT, radar o FLARM, la mayor parte del tráfico aéreo es visible, independientemente del tipo de aeronave que sea, incluyendo aeronaves de hélice, helicópteros y planeadores.
Sin embargo, como ya se ha mencionado, la cobertura MLAT está limitada a zonas con muchos receptores FL24 y, normalmente, solo se consigue a altitudes entre 3.000 y 10.000 pies, lo que se traduce en que la aviación general pueden estar volando por debajo de la cobertura MLAT.
El radar de información Norteamericano normalmente no incluye vuelos de aviación general sin un plan de vuelo.

### Blocking
Por razones de seguridad y privacidad, la información sobre algunas aeronaves es limitada o restringida. Esto incluye la mayoría de aeronaves militares y aeronaves importantes, como Air Force One (Avión presidencial estadounidense).

## Desarrollo
Con el tiempo, Flightradar ha desarrollado aplicaciones para móviles, las cuales están disponibles para iOS y Android. Con estas aplicaciones, el usuario puede realizar el seguimiento en tiempo real de cualquier avión, desde su dispositivo móvil.

## Popularidad en medios de comunicación

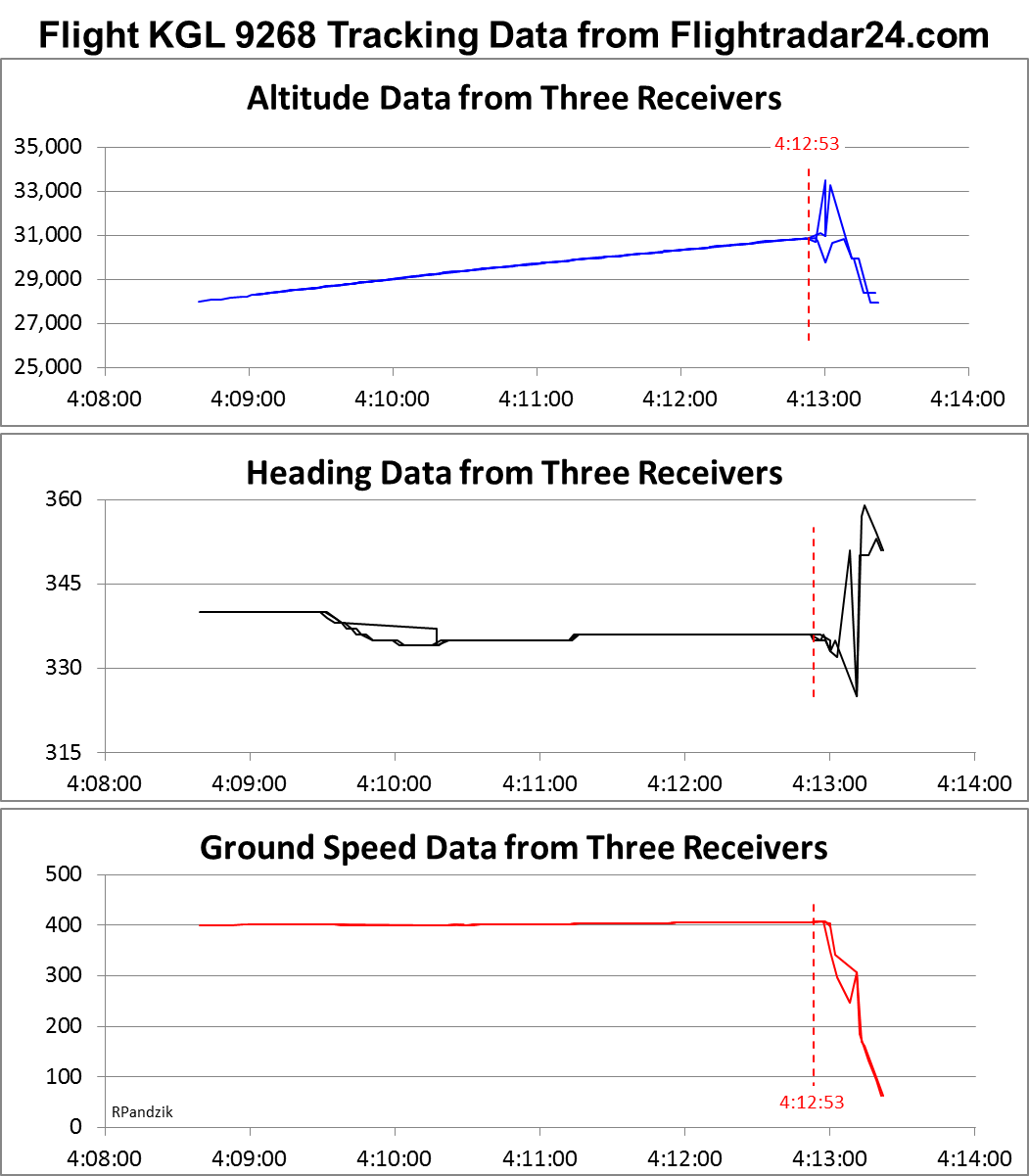
Información suministrada por Flightradar24 sobre el Vuelo 9268 de Metrojet. A menudo cada vez que sucede un incidente o accidente aéreo se citan los datos que proporciona Flightradar24.

Flightradar24 se volvió popular en 2010 cuando, debido a la erupción del volcán Eyjafjallajökull, medios de comunicación internacionales utilizaron esta página para describir la situación del espacio aéreo europeo.
Igualmente, volvió a recibir una amplia publicidad al desaparecer el Vuelo 370 de Malaysia Airlines, ya que parte de los medios de comunicación mostraron las últimas señales del avión desaparecido utilizando esta página web.